# エダム
エダム（オランダ語: Edam [ˈeːdɑm] ( 音声ファイル)）は、オランダの北ホラント州 エダム・フォレンダム基礎自治体内の地区（町）の名前。

## 概要
エダムは、アムステルダムの北約20kmに位置し、街区はフォレンダムと一体となっている。この町で生産されるチーズはエダムチーズとして世界中に知られている。

## 歴史
エダムとはエ（E または IJ）川をせき止めたダム（Dam）という意味で、かつてここにはエ川がゾイデル海（現在のアイセル湖のこと）に注ぐ河口であった。1230年頃にダムが出来、ゾイデル海からエ川上流へ向かう貨物船は一旦ここで荷を積み替える必要が生じ、それに課税する場所としてこの町の経済基盤が形作られた。その後、造船業と漁業で発展し、1357年には都市権が与えられている。16世紀には造船所は33を数え、新しく造られた港はオランダ各地はもとより国際物流の基地として、エンクハウゼン、ホールン、アムステルダムなどと共に栄えた。1544年には内陸の洪水を防ぐため、河口を塞ぐことがローマ皇帝 カール5世から命令されたため、17世紀以降港湾業は衰退をたどっていくこととなる。しかしながら、同時に皇帝から得たチーズ市を毎週開催出来る権利により、チーズ生産業がこの町の経済を牽引していくこととなった。

## 観光

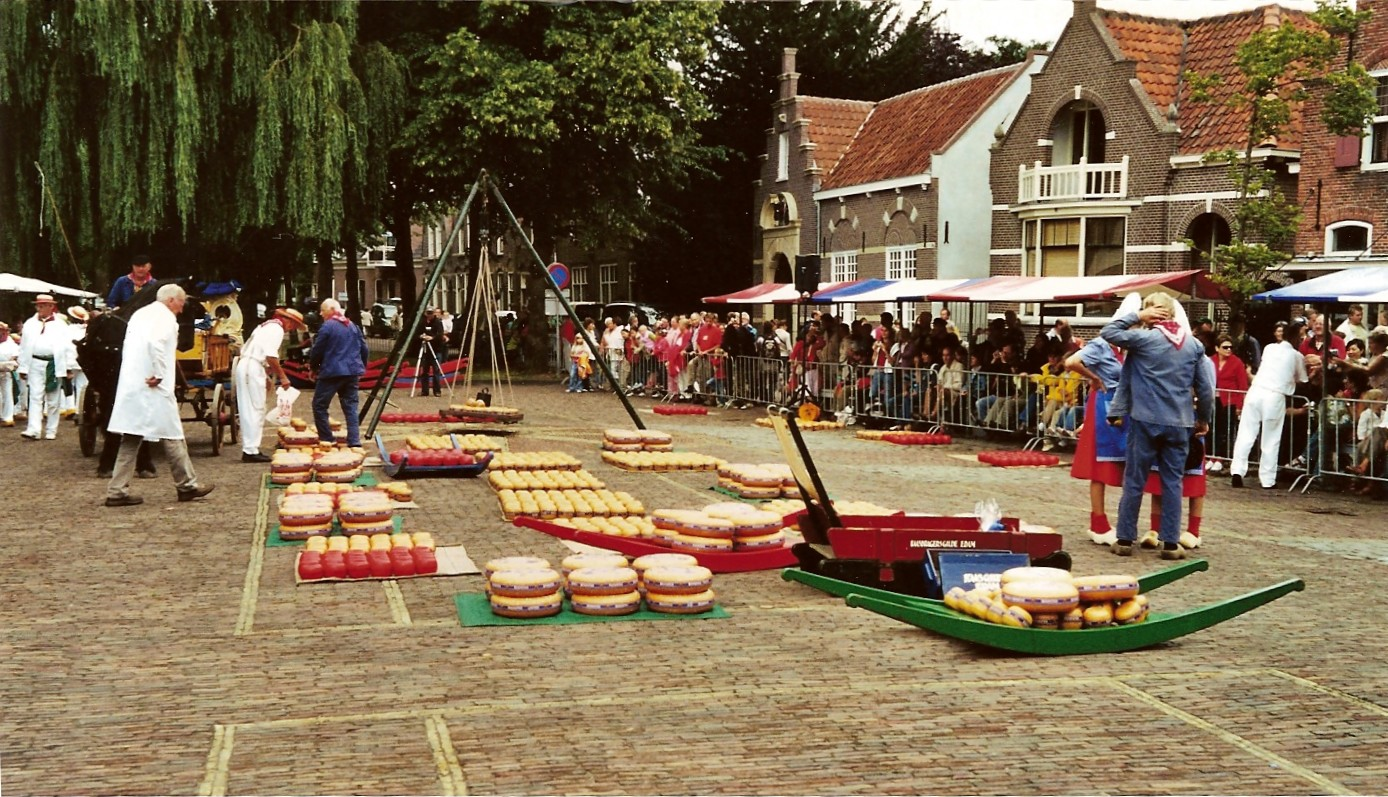
チーズ市

- チーズ市

公式なチーズ市は1922年まで行われていた。現在行われているチーズ市は1989年に観光用として復活したものである。
Jan van Nieuwenhuizen Squareで、7月と8月の毎週水曜日、10:30～12:30に開かれている。
- エダム博物館

1530年に建築されたエダムで最も古い建物を、1895年から博物館として公開している
- 旧市庁舎

1737年に建てられた市庁舎は、現在では公民館として結婚式場として使われている

## 交通
バス
- Arrivaバス 110,116,118系統 アムステルダム中央駅 東バスターミナルよりエダムまで所要時間約35分（運行間隔10分に1本程度）